# Ali Baba (artiste)
 (octobre 2024).
Pour les articles homonymes, voir Ali Baba.
Ali Baba, de son nom complet Amadou Baba Ali, est un artiste camerounais, auteur-compositeur, guitariste, chanteur et peintre, populaire dans les années 1980 avec l'arrivée de la télévision.

## Biographie

### Origines et influences
Ali Baba, né en 1956 à Garoua et mort en mai 2004, est reconnu comme une figure emblématique de la musique camerounaise. 
Fondateur du style musical Goumba Soul Gandjal, il a également contribué à la popularisation de la danse Nyama Nyama et des musiques sahéliennes du nord du Cameroun. Des genres musicaux qui marquent l'évolution de la musique camerounaise et inspirent d'autres musiciens tels Abou Soroba.
Son héritage inspire de nombreux artistes et contribuant à la richesse du patrimoine culturel camerounais.

### Carrière et style musical
Ali Baba commence sa carrière en 1980 au sein du Ballet National du Cameroun. En solo, il a avec six albums à son actif, dont le populaire "Tchatcha Méringué". Il lutte contre de graves problèmes de santé, notamment une insuffisance rénale et un accident vasculaire cérébral, et il continuera à créer.
| Vidéos externes |                                    |
|                 | Ali Baba - Keya Rinia - 1984       |
|                 | Ali Baba - Aourgo                  |
|                 | Ali Baba - Tchatcha merengue       |
|                 | Ali Baba - Waioh                   |
|                 | Ali Baba - On Ne Tape Pas La Femme |
|                 | Ali Baba – Hannde Kam Mi Yari Bone |

Son style musical est caractérisé par une fusion de rythmes africains traditionnels avec des sonorités modernes. Il utilise des instruments traditionnels dans ses compositions en intégrant des éléments contemporains tels que le hip-hop et le reggae. Il a des performances dynamiques et montre du charisme sur scène.

### Reconnaissances et héritage
Sa musique franchi les frontières du Cameroun, apparaissant dans le film américain More Money.
Ali Baba a reçu plusieurs prix et distinctions pour son travail, témoignant de son influence sur la scène musicale africaine. Il est souvent invité à se produire lors d'événements majeurs au Cameroun et à l'étranger.

### Vie privée
Ali Baba meurt le samedi 15 mai 2004 à l'hôpital général de Yaoundé, il était marié entre autres à Hawa Agoumé Paule Créole.